# اما بریستو
اما بریستو (متولد ۲۹ اکتبر ۱۹۹۰ در بوستون، لینکلن شایر، بریتانیا)، یک موتور تریال سوار بین‌المللی و قهرمان سابق جهان است. در سال ۲۰۱۴، اِما اولین موتورسوار بریتانیایی شد که در مسابقات جهانی موتور تریال بانوان FIM قهرمان شد. او همچنین در سال ۲۰۱۳ قهرمان موتور تریال اروپای FIM بانوان و در سال ۲۰۱۴ عنوان قهرمانی بانوان بریتانیا را به دست آورد. او تا به امروز شش عنوان قهرمانی جهان در مسابقات تریال جی پی قهرمانی جهان بانوان دارد.

## زندگی‌نامه
اِما در سن ۴ سالگی موتورسواری را آغاز کرد و چهار بار قهرمان جوانان بریتانیا شد.
او کار بین‌المللی خود را در مسابقات قهرمانی جهان سال ۲۰۰۶ آغاز کرد و در ۱۶ سالگی به مقام نهم در مسابقات آندورا رسید. او با موتور سیکلت تریال گس گس مسابقه می‌داد. اِما در چند فصل آینده در دور اروپا و جهان به رقابت پرداخت.
اما در سال ۲۰۱۱ با کمپانی موتورسازی Ossa قرارداد امضا کرد و در مسابقات جهانی با موتور سیکلت‌های اوسا به مقام نایب قهرمانی رسید، نتیجه ای که در سال ۲۰۱۲ آن را دوباره تکرار کرد. در پایان فصل اِما از تیم خود در Ossa جدا شد تا به شرکو بپیوندد.
سال ۲۰۱۳ که سال موفقی بود، اِما قهرمانی موتور تریال بانوان اروپای FIM را پیش از ترزا باومل، موتورسوار آلمانی اوسا، به دست آورد.
اما در سال ۲۰۱۴ در حالی عنوان قهرمانی بانوان بریتانیا و عنوان قهرمانی جهانی موتور تریال FIM بانوان را به دست آورد که در دو سال گذشته از او دور شده بودند. او به‌طور کلی هفت عنوان قهرمانی جهان بانوان در بالاترین سطح (تریال جی پی) رشتهٔ موتور تریال دارد.
بریستو در ۱۰ نوامبر ۲۰۱۸ با موتورسوار همکار جیمز فرای ازدواج کرد.

## مسابقات قهرمانی موتور تریال کشور بریتانیا
| سال  | تیم  | کلاس    | 1              | 2             | 3            | 4            | 5             | 6             | 7                      |  | نکته‌ها | رتبه    |
| ---- | ---- | ------- | -------------- | ------------- | ------------ | ------------ | ------------- | ------------- | ---------------------- |  | ------ | ------- |
| ۲۰۱۱ | اوسا | زنانه   | MOO {{سخ}} 2   | SCA {{سخ}} 1  | LIN {{سخ}} 2 | SOU {{سخ}} 2 | مرد {{سخ}} 1  | بله {{سخ}} 2  | RIC {{سخ}} 1           |  | ۱۱۱    | ۲       |
| ۲۰۱۲ | اوسا | زنانه   | LOC {{سخ}} 1   | مدیر {{سخ}} 2 | SCA {{سخ}} 2 | WES {{سخ}} 1 | MCK {{سخ}} 2  | ESW {{سخ}} 2  |                        |  | ۹۱     | ۲       |
| ۲۰۱۳ | اوسا | زنانه   | سرهنگ {{سخ}} 2 | CHR {{سخ}} 1  | VIC {{سخ}} 2 | WAI {{سخ}} 2 | AST {{سخ}} 1  | اسرا {{سخ}} 2 | TRA {{سخ}} 1           |  | ۱۱۱    | ۲       |
| ۲۰۱۴ | شرکو | کارشناس | LAK {{سخ}} -   | RIC {{سخ}} -  | چای {{سخ}} 9 | EDI {{سخ}} - | STD {{سخ}} 10 | وای {{سخ}} 14 | دور در دقیقه {{سخ}} 13 |  | ۱۸     | شانزدهم |
| ۲۰۱۴ | شرکو | زنانه   | OTT {{سخ}} 1   | SOU {{سخ}} 2  | SCA {{سخ}} 1 | هنر {{سخ}} 1 | STE {{سخ}} 1  | STE {{سخ}} 1  | PID {{سخ}} 1           |  | ۱۲۰    | ۱       |
| ۲۰۱۵ | شرکو | زنانه   | NBE {{سخ}} 1   | LUT {{سخ}} -  | ZON {{سخ}} 1 | ZON {{سخ}} 1 | مرد {{سخ}} 1  | IOM {{سخ}} 1  | IOM {{سخ}} 1           |  | ۱۲۰    | ۱       |
| ۲۰۱۷ | شرکو | زنانه   | NBE {{سخ}} 1   | SOU {{سخ}} -  | TOR {{سخ}} 1 | BEX {{سخ}} 1 | NOE {{سخ}} 1  | NOE {{سخ}} 1  |                        |  | ۱۰۰    | ۱       |

## مسابقات قهرمانی اروپا
| سال  | تیم     | 1              | 2                   | 3                   | 4            |  | نکته‌ها | رتبه |
| ---- | ------- | -------------- | ------------------- | ------------------- | ------------ |  | ------ | ---- |
| ۲۰۰۶ | گاز-گاز | FRA {{سخ}} 11  | ITA {{سخ}} 8        | آبگرم {{سخ}} 7      |              |  | ۲۲     | ۹    |
| ۲۰۰۷ | گاز-گاز | آبگرم {{سخ}} 7 | ITA {{سخ}} 8        | NOR {{سخ}} 10       |              |  | ۲۳     | ۷    |
| ۲۰۰۸ | گاز-گاز | FRA {{سخ}} 6   | ITA {{سخ}} 6        | CZE {{سخ}} 8        |              |  | ۲۰     | ۶    |
| ۲۰۱۱ | اوسا    | ITA {{سخ}} 2   | GER {{سخ}} 3        | CZE {{سخ}} 2        |              |  | ۴۹     | ۲    |
| ۲۰۱۲ | اوسا    | ITA {{سخ}} 3   | CZE {{سخ}} 2        | NED {{سخ}} 2        |              |  | ۴۹     | ۲    |
| ۲۰۱۳ | اوسا    | CZE {{سخ}} 1   | NOR {{سخ}} 1        | SWE {{سخ}} 1        |              |  | ۳۰۰    | ۱    |
| ۲۰۱۷ | شرکو    | NED {{سخ}} 1   | اجازه دهید {{سخ}} 1 | اجازه دهید {{سخ}} 2 | ITA {{سخ}} 1 |  | ۳۸۵    | ۱    |

## افتخارات
- قهرمان موتور تریال بانوان بریتانیا ۲۰۱۴، ۲۰۱۵، ۲۰۱۶، ۲۰۱۷، ۲۰۱۸
- قهرمان مسابقات داخل سالن بانوان بریتانیا ۲۰۱۴، ۲۰۱۵، ۲۰۱۶، ۲۰۱۷، ۲۰۱۸.
- قهرمان مسابقات بانوان اروپا ۲۰۱۳، ۲۰۱۷
- قهرمان مسابقات جهانی بانوان FIM 2014، ۲۰۱۵، ۲۰۱۶، ۲۰۱۷، ۲۰۱۸، ۲۰۱۹، ۲۰۲۰.
- مسابقات ملی موتور تریال جهانی (۲۰۰۹، ۲۰۱۳، ۲۰۱۴، ۲۰۱۵، ۲۰۱۶، ۲۰۱۸)

## خواندن مرتبط
- مسابقات موتور تریال قهرمانی اروپا FIM
- مسابقات موتور تریال جهانی FIM